# Неїафу (Вавау)
Неїафу (тонг. Neiafu, англ. Neiafu) — другий за населенням населений пункт Тонга, столиця групи островів Вавау. Населення міста становить 6000 мешканців (з передмістям — 10 000). Місто розташоване на найбільшому острові групи — Вавау. Неподалік від міста знаходиться Міжнародний Аеропорт Лупепау'у. Неіафу розташований на узбережжі каналу Ава Пулепулекай. Порт цього міста носить назву «Притулок» (тонг. Puatalefusi or Lolo-ʻa-Halaevalu, англ. Port of Refuge).